# O espírito da floresta
O Espírito da Floresta é um livro escrito pelo antropólogo francês Bruce Albert e pelo xamã yanomami Davi Kopenawa. Foi originalmente publicado em francês, em 2022, pela editora Actes Sud. Foi publicado no Brasil, em 2023, pela editora Companhia das Letras, com tradução de Rosa Freire D’Aguiar e selo comemorativo de trinta anos da demarcação da Terra Indígena Yanomami.

## Desenvolvimento
O livro de Albert e Kopenawa reúne textos originalmente publicados entre 2002 e 2021 em catálogos para inúmeras exposições realizadas em Paris pela Fundação Cartier. O livro está dividido em 16 capítulos com textos intercalados entre os autores, numa narrativa dialógica. A publicação contém fotografias de Cláudia Andujar e ilustrações de Davi Kopenawa e artistas yanomamis. O livro ainda possui prefácio de Emanuele Coccia e três anexos .
É o segundo livro escrito por Davi Kopenawa e Bruce Albert, após A Queda do Céu.